# Judgement of Hongwu
 (janvier 2023).
Judgement of Hongwu est une série télévisée dramatique chinoise, diffusée pour la première fois en 2011. Elle est adaptée du roman Zhu Yuanzhang punit la corruption de l'écrivain Yang Malin. La série est produite conjointement par Hebei Film and Television Production Center (河北电影电视剧制作中心) et Beijing Guangmutian Cultural Exchange Co., Ltd., réalisée par Cao Huisheng (曹慧生) et interprétée notamment par Li Liqun, Fu Dalong, Bao Jianfeng, Wang Luoyong, Hou Tianlai, Liu Dekai, et Xu Shaoqiang. 

## Synopsis
L'ensemble de la série prend place durant la période Hongwu de la dynastie Ming et raconte cinq grandes affaires de corruption au début de la dynastie Ming punies par Zhu Yuanzhang, empereur fondateur de la dynastie Ming.

## Production et diffusion
La série a commencé à être tournée par Zhejiang Hengdian Film and Television City le 3 avril 2010, et a été achevée et fermée le 5 juin de la même année,. La série dramatique est diffusée le 8 février 2011 sur la chaîne Nanjing TV Station, et le 5 janvier 2012 aux heures de grande écoute sur Hubei Television.
| Chaîne terrestre    | Lieu         | Date de diffusion |
| ------------------- | ------------ | ----------------- |
| Shanghai Television | Chine        | 2 janvier 2012    |
| Hubei Television    | Chine        | 5 janvier 2012    |
| ShaanXi 2           | Chine        | 11 janvier 2012   |
| Sichuan Television  | Chine        | 30 janvier 2012   |
| TVS Television      | Chine        | 12 mars 2012      |
| Fujian TV           | Chine        | 18 mars 2012      |
| TCHING              | Corée du Sud | 24 août 2012      |